# 虎紋頰脂鯉
虎紋頰脂鯉（学名：Apareiodon tigrinus），為輻鰭魚綱脂鯉目脂鯉亞目下口半脂鯉科的其中一個種，分布於南美洲巴西的淡水流域，體長可達6.4公分，棲息在河川底中層水域，生活習性不明。